# Even Money
Pour plus de détails, voir Fiche technique et Distribution.
Even Money, ou Le Pouvoir du jeu au Québec, est un film américano-allemand de Mark Rydell sorti en 2006.

## Synopsis
Even Money montre les destins croisés à Los Angeles, la veille d'un important championnat de basket, de plusieurs personnes que tout oppose : 
- Clyde Snow, plombier criblé de dettes dont le frère, basketteur, participe à ce championnat et qui parie aux matchs, tout en perdant.
- Carolyn Carver, romancière sans succès et mariée à Tom, enseignant, et mère d'une fille de 13 ans.
- Augie et Murph, deux bookmakers. Murph, amoureux de Veronica, médecin dans un hôpital, qui a découvert son boulot et qui l'a quitté, décide d'arrêter son métier pour la reconquérir, Augie veut travailler avec Victor, grand malfaiteur.
- Walter, illusionniste dans un casino sur la brèche, qui va rencontrer Carolyn et devenir son amie.

Ces personnages sont étrangers, pour certains, les uns aux autres mais tous liés par la même dépendance pour les jeux d'argent et les paris sportifs, qui vont découvrir les coulisses du jeu...

## Fiche technique
- Titre : Even Money
- Sous-titre : L'Enfer du jeu
- Titre québécois : Le pouvoir du jeu
- Réalisation : Mark Rydell
- Scénario : Robert Tannen
- Musique : Dave Grusin
- Montage : Hughes Winborne
- Pays :  États-Unis,  Allemagne[2]
- Genre : Drame
- Durée : 108 minutes
- Date de sortie en salles : 
  -  États-Unis : mars 2006 (South by Southwest Film Festival), 18 mai 2007
  -  France : 4 septembre 2008 (sortie DVD)

## Distribution
Légende : V. F. = Version Française[réf. nécessaire] et V. Q. = Version Québécoise
- Kim Basinger (V. F . : Emmanuèle Bondeville ; V. Q. : Anne Dorval) : Carolyn Carver
- Kelsey Grammer (V. F. : Jacques Frantz ; V. Q. : Guy Nadon) : l'inspecteur Brunner
- Forest Whitaker (V. F. : Emmanuel Jacomy ; V. Q. : Bernard Fortin) : Clyde Snow
- Ray Liotta (V. F. : Bruno Choël ; V. Q. : Daniel Picard) : Tom Carver
- Danny DeVito (V. F . : Philippe Peythieu ; V. Q. : Luis de Cespedes) : Walter
- Tim Roth (V. F. : Philippe Vincent ; V. Q. : Sébastien Dhavernas) : Victor
- Grant Sullivan (en) (V. F. : Damien Witecka ; V. Q. : François Godin) : Murph
- Carla Gugino (V. F. : Odile Cohen ; V. Q. : Camille Cyr-Desmarais) : le docteur Veronica Cruz
- Jay Mohr (V. F . : Laurent Morteau ; V. Q. : Jean-François Beaupré) : Augie
- Nick Cannon (V. F . : Fabrice Trojani ; V. Q. : Alexis Lefebvre) : Godefrey Snow
- Texas Battle : Darius Jackson
- Carson Brown (V. Q. : Sarah-Jeanne Labrosse) : Nicole Carver
- Cassandra Hepburn : Claudia
- Mark Rydell : Ivan
- Charles Robinson (V. Q. : Louis-Georges Girard) : le coach Washington
- Gabriel Cannon : un entraineur